# Kajetan Sołtyk
Kajetan Ignacy Sołtyk (12 novembre 1715 - 30 juillet 1788), est un prélat polonais, évêque de Kiev, puis de Cracovie.

## Biographie
Le 22 septembre 1749, Kajetan est nommé évêque titulaire d'Emmaüs (de).
Ce prélat ayant été enlevé et déporté à Kaluga par les Russes en 1767, il ne put conserver ni son siège d'évêque de Cracovie, ni celui de primat de Pologne et fut remplacé par Antoni Ostrowski, (1713-1784), évêque de Livonie (1752), puis de Cujavie (1763), beaucoup plus docile que lui vis-à-vis de l'ambassadeur russe Repnine actuelle